# Potok ku Dziurze
Potok ku Dziurze – niewielki potok płynący w Dolinie ku Dziurze w polskich Tatrach Zachodnich. Wypływa niewielkim źródłem na wysokości ok. 1140 m n.p.m. Wypływ z tego źródła wkrótce jednak zanika w szczelinach skalnych. W górnym biegu, aż do jaskini Dziura potok wyżłobił koryto o szerokości do 2 m w litej skale. W korycie tym są liczne progi o wysokości do 2 m. Poniżej jaskini Dziura jego koryto zasłane jest iłem i rumowiskiem wapiennym. Początkowo płynie na powierzchni jedynie okresowo, na stałe pojawia się dopiero od wysokości 960 m. W jego korycie następuje tutaj obfity wypływ wcześniej gubionej wody, oraz wybijają źródła, zarówno na prawym, jak i lewym jego brzegu. Na wysokości 897 m wypływa z Tatr. Jego przepływ wynosi w tym miejscu około 30 l/s. Następnie płynie Rowem Zakopiańskim i poniżej polany Grześkówka, na wysokości 878 m uchodzi do potoku Młyniska jako jego lewy dopływ.
Od ujścia Potoku ku Dziurze Strążyski Potok zmienia nazwę na Młyniska. Dawniej nazwę Młyniska rozciągano jeszcze dalej – na dolną część Doliny Strążyskiej. Prawdopodobnie związane to było ze znajdującą się tam polaną Młyniska.

## Szlaki turystyczne
szlak prowadzący od Drogi pod Reglami wzdłuż potoku do jaskini Dziura. Czas przejścia: 25 min, ↓ 20 min.